# Lilou Wadoux
Lilou Wadoux-Ducellier (Amiens, 10 april 2001) is een Frans autocoureur. Sinds 2023 is zij fabriekscoureur bij Ferrari. Dat jaar werd zij ook de eerste vrouwelijke winnaar van een race in het FIA World Endurance Championship.

## Carrière

### Touring cars
In haar jeugd was Wadoux actief in het tennis. Op veertienjarige leeftijd begon zij in het karting. Twee jaar later, in 2017, stapte zij over naar het circuitracen. Zij nam deel aan de Franse Peugeot 208 Racing Cup, waar zij achtste werd. Het jaar daarop verbeterde zij zichzelf naar de derde plaats in de eindstand. In 2018 reed zij ook viermaal als gastcoureur in de Peugeot 308 Racing Cup, waarin zij in alle races in de top 10 eindigde. Aan het eind van dat jaar nam zij deel aan een door de FIA Women in Motorsport Commission georganiseerde test op het Circuito de Navarra.
In 2019 stapte Wadoux over naar de TCR Europe Touring Car Series, waarin zij voor JSB Compétition in een Peugeot 308 TCR reed. Al na het derde raceweekend op het Circuit de Spa-Francorchamps moest zij haar seizoen vroegtijdig beëindigen nadat zij betrokken was bij een ongeluk dat door Abdullah Ali Al Khelaifi werd veroorzaakt. Zij was niet gewond, maar als gevolg van het ongeluk had zij niet genoeg sponsorgeld over om door te gaan in de klasse. Aan het eind van het jaar reed ze nog wel een gastrace in de Franse Renault Clio Cup, waarin zij op het Circuit Paul Ricard op het podium eindigde.
In 2020 debuteerde Wadoux in de Alpine Elf Europa Cup, waarin zij voor Autosport GP in een Alpine A110 reed. Ze eindigde in alle races in de top 10 en werd met 65 punten zevende in het kampioenschap. Ook kwam zij in aanmerking voor de juniorklasse, waarin zij acht podiumplaatsen behaalde. In 2021 bleef zij actief in dit kwampioenschap. Zij stond acht keer op het podium en behaalde haar eerste zege in het laatste weekend op het Autódromo Internacional do Algarve. Met 156 punten werd zij derde in het algemeen klassement en tweede in de juniorklasse. Dat jaar reed zij ook in de race op het Circuit de la Sarthe in het voorprogramma van de 24 uur van Le Mans van de Franse Porsche Sprint Challenge, waarin zij met drie seconden verschil op de nummer twee pole position behaalde en in de race van start tot finish aan de leiding lag.

### Endurance

Lilou Wadoux tijdens de 24 uur van Le Mans in 2022.

In november 2021 nam Wadoux deel aan een test van het FIA World Endurance Championship (WEC). Samen met Jamie Chadwick en Alice Powell testte zij op het Bahrain International Circuit voor het Richard Mille Racing Team in de LMP2-klasse. Zij kreeg uiteindelijk een contract aangeboden om in het seizoen 2022 haar WEC-debuut bij dit team te maken. Zij deelde de auto met haar landgenoten Charles Milesi en Sébastien Ogier. Na de 24 uur van Le Mans, waarin het trio hun beste resultaat van het seizoen behaalde met een zesde plaats, werd Ogier vervangen door Paul-Loup Chatin. Milesi en Wadoux werden met 30 punten twaalfde in de eindstand. Aan het eind van het jaar werd Wadoux uitgenodigd voor een WEC-test in Bahrein, waarin zij in de Toyota GR010 Hybrid, de winnaar van de Hypercar-klasse, reed. Hiermee werd zij de eerste vrouw sinds Vanina Ickx in 2011 die in een auto uit de hoogste prototype-klasse reed.
In 2023 stapte Wadoux binnen het WEC over naar de LMGTE Am-klasse, waarin zij voor Richard Mille AF Corse in een Ferrari 488 GTE Evo reed. Zij werd hiermee de eerste vrouwelijke fabriekscoureur van Ferrari ooit. Bij het team zou zij de auto met Luis Pérez Companc en Alessio Rovera gaan delen. Al in de tweede race, de 6 uur van Portimão, behaalde het trio hun eerste podiumfinish van het seizoen. In de daaropvolgende 6 uur van Spa-Francorchamps wonnen zij de race. Wadoux werd hiermee de eerste vrouwelijke winnaar van een WEC-race.